# فرحان أبو بكر
فرحان أبو بكر (14 فبراير 1993 بألور ستار في ماليزيا - ) هو لاعب كرة قدم ماليزي في مركز حراسة المرمى. شارك مع منتخب ماليزيا لكرة القدم. أما مع النوادي، فقد لعب مع نادي كيدا دارول أمان وهاريماو مودا أ وهاريماو مودا ب.

## وصلات خارجية
- فرحان أبو بكر على موقع ناشيونال فوتبول تيمز (الإنجليزية)
- فرحان أبو بكر على موقع Soccerway.com (الإنجليزية)